# Andreas Brecke
Andreas Bang Brecke (Fredrikstad, 14 settembre 1879 – Oslo, 13 giugno 1952) è stato un velista norvegese.

## Palmarès

### Olimpiadi
- 2 medaglie:
  - 2 ori (Stoccolma 1912 nella classe 8 metri; Anversa 1920 nella classe 6 metri)